# Hypocrisias gemella
Hypocrisias gemella là một loài bướm đêm thuộc phân họ Arctiinae, họ Erebidae.